# SS-068 이순신
이순신함은 대한민국 해군의 장보고급 잠수함의 7번함이다. 1999년 실전배치가 되었다. 한국 해군 사상 최초로 잠대함 하푼 미사일을 발사할 수 있게 되었다.

## 이름의 유래
이순신함은 보통 사람들이 생각하기에 충무공 이순신의 이름을 따서 지어진 것이라고 생각하지만 실제로는 무의공 이순신의 이름을 따서 지어진 것이다.
- 충무공이순신함 - 충무공이순신급 구축함 1번함
- 무의공이순신함 - 장보고급 잠수함 7번함

## 하푼 미사일
SS-068 이순신, SS-069 나대용, SS-071 이억기함은 8문의 어뢰관 중 4문에서 하푼 미사일을 발사할 수 있으며, 6발을 재장전하여 모두 10발의 하푼 미사일을 발사할 수 있다.
2015년 11월 18일 미국 국무부는 1억 1,000만달러(약 1,280억원)에 UGM-84L 하푼 블록 II 18발을 한국에 수출허가했다. 잠수함에서 함정이나 지상의 목표물을 공격할 수 있고, 사거리도 기존에 배치된 것보다 2배 늘어난 248km다. UGM-84L 하푼 블록 II는 장보고급 잠수함에도 탑재가 가능하다.
이스라엘은 미국의 잠수함용 하푼 미사일 100여발을 수입해, 독자 개발한 핵탄두를 장착해 돌핀급 잠수함에 탑재했다. 한국은 핵탄두가 없지만, 이스라엘의 사례를 참고하면, 장보고급 잠수함에서 10발의 하푼 핵미사일 공격이 가능하다.

## 같이 보기
- 209형 잠수함